# 协格尔曲德寺

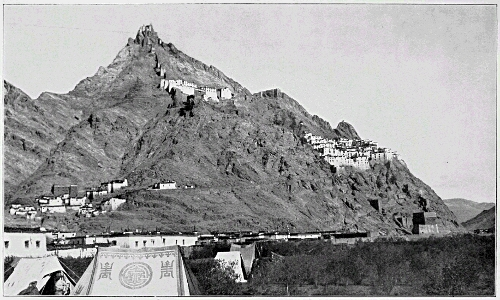
1921年的協格爾曲德寺

协格尔曲德寺，位于西藏自治区日喀则地区定日县协格尔镇曲下村，是一座藏传佛教格鲁派寺院。

## 简介
协格尔曲德寺是位于西藏自治区日喀则地区聂拉木县定日县协格尔镇曲下村的一座藏传佛教格鲁派寺院。协格尔曲德寺位于定日县驻地协格尔金刚山（又称“孜加山”）上，距离定日县城7公里。
协格尔曲德寺依山而建。协格尔金刚山的外形很像度母跏趺而坐。该寺兴建以前，此山上有一座修行洞，邦·洛追登也（1354－？）及其儿子在洞中修行时曾经预言：在这座山上将会有讲经院。罗达·司徒却追仁钦（1276－？，帕木竹巴时期人）时，在山顶兴建了宗政府以及一座时轮小庙。强孜译师在洞中修炼时，他们先后推动罗达·司徒却追仁钦修建了协格尔曲德寺。后来，该寺规模不断扩大，鼎盛时期曾经有一百多名僧人，各教派和睦共处该寺，萨迦派、格鲁派、夏鲁派等教派在该寺总共拥有扎仓7座。该寺有15座殿堂，主供高9米的释迦牟尼镀金铜像。1645年，在五世达赖执政时期，该寺改为统一信奉格鲁派，历代传承28位堪布。
该寺是廓藏战争时的重要地点。1789年，中国清朝和廓尔喀（今尼泊尔）两国在如今吉隆镇帕巴寺附近举行和谈，中方代表在廓尔喀侵略军的武力胁迫下，在不平等条约上签字。1791年，廓尔喀人在聂拉木“雪康”大楼（如今该楼尚存墙基）以和谈为名，杀害西藏噶厦官员代表及随从，并且绑押了西藏方面两名官员送往廓尔喀首都加德满都关押。当年，廓尔喀侵略军进攻定日协格尔寺遭到顽强抵抗，不得不转而进攻日喀则。1792年，清朝的将军福康安奉命率领1700多人开至前线同藏军共同作战，将廓尔喀侵略军全部驱逐出西藏，全部收复被廓尔喀军队占领的聂拉木等地。
文化大革命时期，该寺被毁灭，1985年修复。到1990年代，有殿堂4座，僧人40多人。大殿内的墙上绘有佛像。2012年，协格尔曲德寺的3名僧人被评为西藏自治区爱国守法先进僧尼。
距离协格尔曲德寺不远处有“孜布日神山”，该山从定日县政府驻地协格尔镇延伸至老定日，大约长55公里，海拔5500米。传说此山是自印度飞来，故称“飞来山”，后又想要飞走，所以释迦牟尼在此山四角钉下两根木桩，孜布日山自此在这个地方定居。此山形状奇特，气势逼人。据说，此山上有108座寺庙、108个天葬台、108眼泉水、108个溶洞，当地民众将此山视为“神山”，每年到协格尔曲德寺朝拜时必环绕该神山转经。科学家在此山考察时，发现了大批昆虫化石。